# Daniel Johnston
Daniel Johnston, nom amb què es coneix Daniel Dale Johnston (Sacramento, Califòrnia, 22 de gener de 1961 - Waller, Texas, 10 de setembre de 2019) fou un cantautor i artista visual estatunidenc considerat com una figura significativa en ambients de música outsider, lo-fi, avant-pop i rock alternatiu. La major part del seu treball consistia en cassets gravats a soles a casa seva, i la seva música fou citada freqüentment per les seves qualitats "pures" i "ingènues".
Johnston va passar perllongats períodes en institucions psiquiàtriques, i li van diagnosticar esquizofrènia i trastorn bipolar. Durant la dècada del 1980 va guanyar un cert nombre de seguidors passant cintes de la seva música mentre treballava en un McDonald's a Austin (Texas). El seu estatus d'artista de culte es va impulsar quan Kurt Cobain de Nirvana va ser vist duent una samarreta que mostrava material gràfic del disc de Johnston Hi, How Are You (1983). L'any 2005 Johnston va ser objecte del documental The Devil and Daniel Johnston.

## Biografia i carrera

### Inicis
Johnston va néixer a Sacramento (Califòrnia), però va créixer a New Cumberland (Virgínia de l'Oest), i va ser el més jove de cinc fills de William Dale "Bill" Johnston (1922-2017) i Mabel Ruth Voyles Johnston (1923-2010). Va créixer en el si d'una família fonamentalista cristiana, tal com ell la va descriure posteriorment, juntament amb les seves germanes Margy, Sally i Cindy, i el seu germà i mànager Dick. De petit volia ser músic; va aprendre a tocar el piano, però finalment es va passar a la guitarra, i a finals de la dècada del 1970 va començar a enregistrar la seva música en un radiocasset monoaural Sanyo de 59 dòlars, cantant i tocant el piano, així com l'orgue d'acords i la guitarra; la temàtica de les seves cançons se centrava principalment en l'amor perdut, el dolor de la incomunicació, el seu amor per The Beatles i el superheroi de còmic Capità Amèrica.
Després de la seva graduació a l'Oak Glen High School, Johnston va passar unes setmanes a la Universitat Cristiana d'Abilene a Texas abans de deixar-la, i més tard va assistir al programa d'art al campus East Liverpool de la Universitat Estatal de Kent, durant el qual va gravar Songs of Pain (1981) i More Songs of Pain (1983). Va ser a la universitat quan la seva malaltia es va manifestar en el moment en què va començar a prendre drogues, i llavors se li va diagnosticar trastorn bipolar i va tornar a casa dels seus pares a viure-hi.

### Dècades del 1980 i 1990
Quan Johnston es va traslladar a Austin (Texas) va començar a atreure l'atenció de la premsa local i va obtenir més seguidors pel seu costum de regalar cintes de casset a les persones que anava coneixent, i que gravava i decorava a mà a casa seva. També insistia als membres de bandes locals que el deixéssin actuar amb ells i tocar alguns temes seus com a artista convidat; les seves cançons eren molt intenses i sinceres, i les seves actuacions en directe tenien força assistència i s'esperaven amb gran il·lusió. La seva fama local el va dur a ser presentat en un episodi de 1985 del programa de MTV The Cutting Edge, que incloïa intèrprets de l'escena musical "New Sincerity" d'Austin.
El 1988 Johnston va visitar la ciutat de Nova York i va gravar 1990 amb el productor Mark Kramer al seu estudi Noise. Aquesta va ser la primera experiència de Johnston en un entorn de gravació professional després d'una dècada llançant enregistraments fets en cassets casolans. La seva salut mental es va deteriorar encara més durant l'enregistrament de 1990. A la ciutat va poder tenir tracte amb les bandes Galaxie 500 i Sonic Youth, i aquests darrers el van convidar a gravar amb ells. Johnston va donar un cop de puny a Steve Shelley, el bateria del grup, i va acabar ingressant en un hospital psiquiàtric; quan en va sortir va anar directe a fer una actuació a la sala underground CBGB. L'any següent Johnston va publicar l'àlbum It's Spooky, en col·laboració amb el cantant Jad Fair, de Half Japanese.
Malgrat el seu èxit, Johnston era una persona inestable que necessitava cures; la medicació el feia estar controlat, però a causa d'això el llastrava com artista, i per aquest motiu deixava de prendre la medicació abans de les actuacions. El 1990, a la tornada a Virgínia de l'Oest en un avió privat de dues places pilotat pel seu pare després de tocar en un festival de música a Austin, Johnston va tenir un episodi psicòtic maníac; creient que era Casper, el fantasma amistós, Johnston va treure la clau de l'encesa de l'avió i la va llançar per la finestra, apagant el motor. El seu pare, un antic pilot de la Força Aèria dels Estats Units, va aconseguir fer un aterratge d'emergència amb èxit. Tot i que l'avió va ser destruït, Johnston i el seu pare van sorgir amb ferides lleus. Com a resultat d'aquest episodi, Johnston va ser ingressat involuntàriament en un hospital psiquiàtric.
L'interès per Johnston va augmentar quan Kurt Cobain va ser fotografiat freqüentment amb una samarreta amb la imatge de portada de l'àlbum Hi, How Are You que li va donar el periodista musical Everett True. Cobain va marcar Yip/Jump Music com un dels seus àlbums preferits al seu diari el 1993. Malgrat que Johnston residia en un hospital psiquiàtric en aquell moment, hi va haver una guerra d'ofertes per part de les discogràfiques per tal de contractar-lo. Va rebutjar signar un acord amb diversos àlbums amb Elektra Records perquè Metallica estava a la llista del segell i ell estava convençut que eren de Satanàs i que li farien mal. També va acomiadar qui havia estat el seu mànager molt de temps, Jeff Tartakov, després de viure un episodi psicòtic en un concert de Butthole Surfers. Finalment, va signar amb Atlantic Records el febrer de 1994 i aquell setembre va llançar Fun, produït per Paul Leary de Butthole Surfers, tot i que va ser un fracàs comercial. Al juny de 1996 Atlantic va abandonar Johnston.

Mural de Daniel Johnston de la granota Jeremiah a Austin (Texas).

El 1993 la botiga de discos Sound Exchange d'Austin va encarregar a Johnston que pintés un mural de la granota de Hi, How Are You (també coneguda com a "Jeremiah the Innocent") de la portada de l'àlbum. Després de tancar la botiga de discos el 2003, l'edifici va romandre desocupat fins al 2004, quan una franquícia la braseria mexicana Baja Fresh va prendre'n possessió i va decidir retirar el mur que contenia el mural; un grup de persones que vivien al barri van convèncer els gestors i contractistes de mantenir el mural intacte. Des del 2018 l'edifici allotja un restaurant tailandès anomenat "Thai, How Are You".
Johnston va aportar dues cançons a la banda sonora de la polèmica pel·lícula de 1995 de Larry Clark Kids, produïda per Folk Implosion i Lou Barlow, de Sebadoh.

### Dècada del 2000
El 2004 va publicar The Late Great Daniel Johnston: Discovered Covered, una compilació de dos discos. El primer incloïa versions de les seves cançons fetes per artistes com Tom Waits, Beck, TV on the Radio, Jad Fair, Eels, Bright Eyes, Calvin Johnson, Death Cab for Cutie, Sparklehorse, Mercury Rev, The Flaming Lips i Starlight Mints, mentre que el segon disc incloïa els enregistraments originals de les cançons de Johnston. El 2005, la companyia de teatre de Texas Infernal Bridegroom Productions va rebre una subvenció de Multi-Arts Production/MAP Fund per treballar amb Johnston per tal de crear una òpera rock basada en la seva música, titulada Speeding Motorcycle.
Al documental holandès de 2005 sobre Johnston de la sèrie de televisió R.A.M. el va seguir el 2006 The Devil and Daniel Johnston, de Jeff Feuerzeig. Aquest, que va trigar quatre anys a realitzar-se, va recopilar part de la gran quantitat de material enregistrat que Johnston (i en algun cas, d'altres) havia produït al llarg dels anys per a retratar la seva vida i la seva música. La pel·lícula va ser molt elogiada, i va rebre el premi del director al Festival de Cinema de Sundance de 2005. La pel·lícula també va inspirar més interès en l'obra de Johnston, i va augmentar el seu prestigi com a artista de gira. El 2006, el segell de Johnston, Eternal Yip Eye Music, va publicar la seva primera recopilació de grans èxits, Welcome to My World. Johnston va aparèixer com a convidat musical a The Henry Rollins Show, interpretant "Mask" i "Care Less" (aquesta última era exclusiva d'Internet).
Durant els següents anys, Johnston va recórrer àmpliament el món i va continuar atraient l'atenció de la premsa. La seva obra d'art es va mostrar a galeries com la galeria The Aquarium L-13 (Londres), la Clementine Gallery (Nova York) i a la Biennal de Liverpool el 2006 i el 2008, i el 2009 la seva obra es va exposar a "The Museum of Love" de la Verge Gallery de Sacramento (Califòrnia). El 2008, el germà i mànager de Johnston, Dick, va revelar que "s'havia finalitzat un acord d'una pel·lícula basada en la vida i la música de l'artista amb el 2011 com a data de llançament provisional". També va dir que s'havia aconseguit un acord amb l'empresa Converse per a una "sèrie de signatura" de sabatilles esportives de Daniel Johnston, i posteriorment va revelar que la marca havia abandonat el pla. A principis del 2008 va sortir al mercat una figureta de col·leccionista de Jeremiah the Innocent, en tirades limitades de quatre colors diferents, i a finals d'aquell any, Adjustable Productions va llançar el primer DVD de concert de Johnston, The Angel and Daniel Johnston - Live at the Union Chapel, gravat durant una actuació del 2007 a Islington (Londres).
Is and Always Was es va llançar el 6 d'octubre de 2009 amb Eternal Yip Eye Music. Aquell any es va anunciar que Matt Groening havia escollit Johnston per actuar a l'edició del festival de música All Tomorrow's Parties, que va comissariar el maig del 2010 a Minehead (Anglaterra). Més tard aquell any, va ser convidat per la banda de rock Cage the Elephant per a participar en l'Starry Nights Fest, un festival de música a Bowling Green (Kentucky). També aquell mateix any, Dr Fun Fun i Smashing Studios van desenvolupar un videojoc de plataformes per a iPhone anomenat Hi, How Are You, amb material gràfic i música de Johnston.

### Dècada del 2010
El 13 de març de 2012, Johnston va publicar el seu primer còmic, Space Ducks - An Infinite Comic Book of Musical Greatness a South by Southwest (SXSW), publicat per Boom! Studios. El còmic es vincula amb l'àlbum Space Ducks i una aplicació mòbil d'iOS. Johnston va col·laborar amb la marca de roba i de skate Supreme en nombroses col·leccions (de roba i accessoris diversos), que mostraven material gràfic seu.
L'1 de març d'aquell any, la fotògrafa Jung Kim va anunciar el seu llibre de fotografies i un projecte d'exposició itinerant amb Johnston titulat DANIEL JOHNSTON: here, una col·laboració que havia començat el 2008 quan es van conèixer per primera vegada i ella va començar a fotografiar-lo a la carretera i a casa seva a Waller (Texas). El 13 de març de 2013 es va publicar aquest llibre fotogràfic, amb cinc anys de documentació sobre Johnston. L'exposició inaugural al festival SXSW va comptar amb una actuació especial de Johnston, juntament amb actuacions d'homenatge encapçalades per Jason Sebastian Russo, antic membre de Mercury Rev. La segona exposició va tenir lloc al maig i juny d'aquell any a Londres, i va comptar amb una actuació especial de Johnston juntament amb actuacions d'homenatge del grup britànic Charlie Boyer and the Voyeurs amb Steffan Halperin dels Klaxons. Més endavant, el 10 d'octubre, Jason Pierce de Spiritualized va acollir la inauguració de l'exposició a Nova York, que va incloure actuacions especials d'homenatge encapçalades per Pierce i Glen Hansard de The Swell Season i The Frames.
El novembre de 2015 va sortir Hi, How Are You Daniel Johnston?, un curtmetratge biogràfic sobre la vida de Johnston, amb Johnston representant-se a si mateix en aquell moment i Gabriel Sunday de Archie's Final Project com el Johnston del 1983.
Al juliol de 2017, Johnston va anunciar que es retiraria de les actuacions en directe i que iniciaria en una gira final amb cinc dates aquella tardor. A cada parada de la gira hi havia d'acompanyant durant els concerts un grup que havia influït per la música de Johnston: The Preservation All-Stars a Nova Orleans, The Districts i Modern Baseball a Filadèlfia, Jeff Tweedy a Chicago, i Built to Spill en les dues últimes actuacions, a Portland i Vancouver.

### Mort
Johnston va morir a casa seva a Waller (Texas), el 10 de setembre de 2019, suposadament a causa d'un atac de cor. Segons el seu germà i mànager, Dick Johnston, els mesos anteriors havia tingut diversos ingressos a l'hospital per motius associats als seus ronyons; tot i això, la seva mort va ser sobtada.

## Discografia
Àlbums d'estudi:
- Songs of Pain (1981)
- Don't Be Scared (1982)
- The What of Whom (1982)
- More Songs of Pain (1983)
- Yip/Jump Music (1983)
- Hi, How Are You (1983)
- Retired Boxer (1984)
- Respect (1985)
- Continued Story (1985) (amb Texas Instruments)
- Merry Christmas (1988)
- It's Spooky (1989) (amb Jad Fair)
- 1990 (1990)
- Artistic Vice (1991)
- Fun (1994)
- Rejected Unknown (2001)
- Fear Yourself (2003) (amb Mark Linkous)
- Lost and Found (2006)
- Is and Always Was (2009)
- Beam Me Up! (2010) (amb Beam)
- Space Ducks (2012)